# Llista d'asteroides/182201-182300
| Nom      | Designació provisional | Data de descobriment   | Lloc de descobriment | Descobridor/s                        |
| -------- | ---------------------- | ---------------------- | -------------------- | ------------------------------------ |
| 182201 - | 2000 VD20              | 1 de novembre de 2000  | Socorro              | LINEAR                               |
| 182202 - | 2000 VW20              | 1 de novembre de 2000  | Socorro              | LINEAR                               |
| 182203 - | 2000 VS59              | 1 de novembre de 2000  | Kitt Peak            | Spacewatch                           |
| 182204 - | 2000 WA21              | 25 de novembre de 2000 | Kitt Peak            | Spacewatch                           |
| 182205 - | 2000 WR21              | 24 de novembre de 2000 | Bohyunsan            | Y.-B. Jeon, B.-C. Lee                |
| 182206 - | 2000 WZ42              | 21 de novembre de 2000 | Socorro              | LINEAR                               |
| 182207 - | 2000 WF46              | 21 de novembre de 2000 | Socorro              | LINEAR                               |
| 182208 - | 2000 WC57              | 21 de novembre de 2000 | Socorro              | LINEAR                               |
| 182209 - | 2000 WM69              | 19 de novembre de 2000 | Socorro              | LINEAR                               |
| 182210 - | 2000 WR82              | 20 de novembre de 2000 | Socorro              | LINEAR                               |
| 182211 - | 2000 WT102             | 26 de novembre de 2000 | Socorro              | LINEAR                               |
| 182212 - | 2000 WN122             | 29 de novembre de 2000 | Socorro              | LINEAR                               |
| 182213 - | 2000 WU122             | 29 de novembre de 2000 | Socorro              | LINEAR                               |
| 182214 - | 2000 WB127             | 17 de novembre de 2000 | Kitt Peak            | Spacewatch                           |
| 182215 - | 2000 WP145             | 22 de novembre de 2000 | Haleakala            | NEAT                                 |
| 182216 - | 2000 WK163             | 21 de novembre de 2000 | Socorro              | LINEAR                               |
| 182217 - | 2000 WR163             | 21 de novembre de 2000 | Socorro              | LINEAR                               |
| 182218 - | 2000 WX180             | 29 de novembre de 2000 | Socorro              | LINEAR                               |
| 182219 - | 2000 XG26              | 4 de desembre de 2000  | Socorro              | LINEAR                               |
| 182220 - | 2000 XP29              | 4 de desembre de 2000  | Socorro              | LINEAR                               |
| 182221 - | 2000 XO48              | 4 de desembre de 2000  | Socorro              | LINEAR                               |
| 182222 - | 2000 YU1               | 16 de desembre de 2000 | Kitt Peak            | M. J. Holman, B. J. Gladman, T. Grav |
| 182223 - | 2000 YC2               | 17 de desembre de 2000 | Kitt Peak            | M. J. Holman, B. J. Gladman, T. Grav |
| 182224 - | 2000 YO10              | 22 de desembre de 2000 | Socorro              | LINEAR                               |
| 182225 - | 2000 YP35              | 30 de desembre de 2000 | Socorro              | LINEAR                               |
| 182226 - | 2000 YS65              | 29 de desembre de 2000 | Haleakala            | NEAT                                 |
| 182227 - | 2000 YU84              | 30 de desembre de 2000 | Socorro              | LINEAR                               |
| 182228 - | 2000 YF89              | 30 de desembre de 2000 | Socorro              | LINEAR                               |
| 182229 - | 2000 YC124             | 29 de desembre de 2000 | Anderson Mesa        | LONEOS                               |
| 182230 - | 2001 CL7               | 1 de febrer de 2001    | Socorro              | LINEAR                               |
| 182231 - | 2001 CZ20              | 2 de febrer de 2001    | Anderson Mesa        | LONEOS                               |
| 182232 - | 2001 DJ4               | 16 de febrer de 2001   | Socorro              | LINEAR                               |
| 182233 - | 2001 DT4               | 16 de febrer de 2001   | Socorro              | LINEAR                               |
| 182234 - | 2001 DH9               | 16 de febrer de 2001   | Oaxaca               | J. M. Roe                            |
| 182235 - | 2001 DY14              | 17 de febrer de 2001   | Črni Vrh             | Črni Vrh                             |
| 182236 - | 2001 DV17              | 16 de febrer de 2001   | Socorro              | LINEAR                               |
| 182237 - | 2001 DT33              | 17 de febrer de 2001   | Socorro              | LINEAR                               |
| 182238 - | 2001 DW45              | 19 de febrer de 2001   | Socorro              | LINEAR                               |
| 182239 - | 2001 DS78              | 22 de febrer de 2001   | Kitt Peak            | Spacewatch                           |
| 182240 - | 2001 DL93              | 19 de febrer de 2001   | Socorro              | LINEAR                               |
| 182241 - | 2001 EF14              | 15 de març de 2001     | Socorro              | LINEAR                               |
| 182242 - | 2001 ED21              | 15 de març de 2001     | Anderson Mesa        | LONEOS                               |
| 182243 - | 2001 FV9               | 20 de març de 2001     | Eskridge             | G. Hug                               |
| 182244 - | 2001 FF17              | 19 de març de 2001     | Anderson Mesa        | LONEOS                               |
| 182245 - | 2001 FU19              | 19 de març de 2001     | Anderson Mesa        | LONEOS                               |
| 182246 - | 2001 FE45              | 18 de març de 2001     | Socorro              | LINEAR                               |
| 182247 - | 2001 FP52              | 18 de març de 2001     | Socorro              | LINEAR                               |
| 182248 - | 2001 FJ71              | 19 de març de 2001     | Socorro              | LINEAR                               |
| 182249 - | 2001 FG72              | 19 de març de 2001     | Socorro              | LINEAR                               |
| 182250 - | 2001 FZ81              | 23 de març de 2001     | Socorro              | LINEAR                               |
| 182251 - | 2001 FZ93              | 16 de març de 2001     | Socorro              | LINEAR                               |
| 182252 - | 2001 FW98              | 16 de març de 2001     | Socorro              | LINEAR                               |
| 182253 - | 2001 FV102             | 18 de març de 2001     | Socorro              | LINEAR                               |
| 182254 - | 2001 FV103             | 18 de març de 2001     | Socorro              | LINEAR                               |
| 182255 - | 2001 FM108             | 18 de març de 2001     | Socorro              | LINEAR                               |
| 182256 - | 2001 FR145             | 24 de març de 2001     | Kitt Peak            | Spacewatch                           |
| 182257 - | 2001 FJ147             | 24 de març de 2001     | Anderson Mesa        | LONEOS                               |
| 182258 - | 2001 FR168             | 23 de març de 2001     | Anderson Mesa        | LONEOS                               |
| 182259 - | 2001 FZ185             | 16 de març de 2001     | Socorro              | LINEAR                               |
| 182260 - | 2001 GA3               | 14 d'abril de 2001     | Socorro              | LINEAR                               |
| 182261 - | 2001 GN9               | 15 d'abril de 2001     | Socorro              | LINEAR                               |
| 182262 - | 2001 HA                | 17 d'abril de 2001     | Saint-Véran          | Saint-Véran                          |
| 182263 - | 2001 HQ8               | 21 d'abril de 2001     | Socorro              | LINEAR                               |
| 182264 - | 2001 HW10              | 17 d'abril de 2001     | Socorro              | LINEAR                               |
| 182265 - | 2001 HX19              | 26 d'abril de 2001     | Kitt Peak            | Spacewatch                           |
| 182266 - | 2001 HO25              | 26 d'abril de 2001     | Kitt Peak            | Spacewatch                           |
| 182267 - | 2001 HK26              | 27 d'abril de 2001     | Kitt Peak            | Spacewatch                           |
| 182268 - | 2001 HT26              | 27 d'abril de 2001     | Kitt Peak            | Spacewatch                           |
| 182269 - | 2001 HF33              | 27 d'abril de 2001     | Socorro              | LINEAR                               |
| 182270 - | 2001 HK42              | 16 d'abril de 2001     | Socorro              | LINEAR                               |
| 182271 - | 2001 HQ54              | 24 d'abril de 2001     | Kitt Peak            | Spacewatch                           |
| 182272 - | 2001 HS59              | 23 d'abril de 2001     | Socorro              | LINEAR                               |
| 182273 - | 2001 KA                | 16 de maig de 2001     | Nogales              | Tenagra II                           |
| 182274 - | 2001 KY1               | 18 de maig de 2001     | Socorro              | LINEAR                               |
| 182275 - | 2001 KA9               | 18 de maig de 2001     | Socorro              | LINEAR                               |
| 182276 - | 2001 KA10              | 18 de maig de 2001     | Socorro              | LINEAR                               |
| 182277 - | 2001 KD13              | 18 de maig de 2001     | Socorro              | LINEAR                               |
| 182278 - | 2001 KG18              | 20 de maig de 2001     | Ondřejov             | P. Kušnirák, P. Pravec               |
| 182279 - | 2001 KC22              | 17 de maig de 2001     | Socorro              | LINEAR                               |
| 182280 - | 2001 KA23              | 17 de maig de 2001     | Socorro              | LINEAR                               |
| 182281 - | 2001 KX23              | 17 de maig de 2001     | Socorro              | LINEAR                               |
| 182282 - | 2001 KU25              | 17 de maig de 2001     | Socorro              | LINEAR                               |
| 182283 - | 2001 KT27              | 17 de maig de 2001     | Socorro              | LINEAR                               |
| 182284 - | 2001 KA35              | 18 de maig de 2001     | Socorro              | LINEAR                               |
| 182285 - | 2001 KB35              | 18 de maig de 2001     | Socorro              | LINEAR                               |
| 182286 - | 2001 KD49              | 24 de maig de 2001     | Socorro              | LINEAR                               |
| 182287 - | 2001 KE52              | 17 de maig de 2001     | Socorro              | LINEAR                               |
| 182288 - | 2001 KN58              | 26 de maig de 2001     | Socorro              | LINEAR                               |
| 182289 - | 2001 KN59              | 26 de maig de 2001     | Socorro              | LINEAR                               |
| 182290 - | 2001 KN68              | 20 de maig de 2001     | Haleakala            | NEAT                                 |
| 182291 - | 2001 KV72              | 24 de maig de 2001     | Socorro              | LINEAR                               |
| 182292 - | 2001 KZ73              | 25 de maig de 2001     | Kitt Peak            | Spacewatch                           |
| 182293 - | 2001 KJ75              | 31 de maig de 2001     | Palomar              | NEAT                                 |
| 182294 - | 2001 KU76              | 24 de maig de 2001     | Cerro Tololo         | M. W. Buie                           |
| 182295 - | 2001 LJ13              | 15 de juny de 2001     | Socorro              | LINEAR                               |
| 182296 - | 2001 MN12              | 21 de juny de 2001     | Palomar              | NEAT                                 |
| 182297 - | 2001 MH14              | 28 de juny de 2001     | Anderson Mesa        | LONEOS                               |
| 182298 - | 2001 MM20              | 25 de juny de 2001     | Palomar              | NEAT                                 |
| 182299 - | 2001 NE1               | 12 de juliol de 2001   | Palomar              | NEAT                                 |
| 182300 - | 2001 NG2               | 13 de juliol de 2001   | Palomar              | NEAT                                 |